# Valeriano Jarné
Valeriano Jarné López fue un periodista deportivo español de prensa, radio y televisión.

## Biografía
Nació en Sasal, Huesca, en 1936, y falleció en Zaragoza en 2015. Desarrolló su trabajo como periodista en Zaragoza.

### Medios
Radio: Radio Juventud; Radio Heraldo; Cadena SER nacional (El larguero); Cadena SER local (Radio Zaragoza); Radio Ebro; Radio Marca.
Prensa escrita: Heraldo de Aragón; Diario Marca.
Televisión: Antena Aragón.
Internet: valerianojarne.es (Cerrado tras su fallecimiento.)

### Reconocimientos
Los dos reconocimientos más importantes de su carrera los recibió a título póstumo, siendo nombrado Hijo Adoptivo de la ciudad de Zaragoza (2015) y recibiendo el Premio de Deporte y Comunicación 2015.
Entre los motivos por los que fue nombrado Hijo Adoptivo destacan haber sido “periodista deportivo de referencia”, “pionero al revolucionar la forma de cubrir la información del Real Zaragoza. Valeriano Jarné se convirtió en el primer periodista de la ciudad en seguir íntegramente todos los entrenamientos del equipo” o “maestro de muchas de las nuevas generaciones de profesionales de los medios de comunicación”, como enfatizó la concejala responsable de la loa.
Por su parte, el Premio de Deporte y Comunicación fue concedido por ser un “periodista comprometido, controvertido, veraz e innovador”, y porque “se ganó el respeto del periodismo con cuyos profesionales nunca compitió; muy al contrario, no dudó en compartir conocimiento e información, y se convirtió en maestro y mentor de jóvenes periodistas que han seguido con su labor”, según publicó la sociedad municipal Zaragoza Deporte.